# Fredholmsche Alternative
In der Mathematik ist die nach Erik Ivar Fredholm benannte Fredholmsche Alternative ein Resultat der Fredholmtheorie. Sie kann auf verschiedene Arten ausgedrückt werden: als Theorem der linearen Algebra, als ein Theorem über Integralgleichungen oder als ein Theorem über Fredholm-Operatoren. Insbesondere besagt es, dass eine komplexe Zahl ungleich 0 im Spektrum eines kompakten Operators ein Eigenwert ist.

## Version der linearen Algebra
In einem {\displaystyle n}-dimensionalen Vektorraum {\displaystyle V} gilt für eine lineare Abbildung {\displaystyle A\colon V\to V} genau eine der folgenden Aussagen:
1. Zu jedem Vektor {\displaystyle v} in {\displaystyle V} gibt es einen Vektor {\displaystyle u} in {\displaystyle V} so, dass {\displaystyle Au=v}. Mit anderen Worten: {\displaystyle A} ist surjektiv.
2. Es gibt ein {\displaystyle u\neq 0} in {\displaystyle V} mit {\displaystyle Au=0}, das heißt: {\displaystyle A} ist nicht injektiv.

## Fredholmsche Integralgleichungen
Sei {\displaystyle K(x,y)} ein Integralkern. Betrachte die homogene Fredholmsche Integralgleichung,
{\displaystyle \lambda \phi (x)-\int _{a}^{b}K(x,y)\phi (y)\,dy=0},
sowie die inhomogene Gleichung
{\displaystyle \lambda \phi (x)-\int _{a}^{b}K(x,y)\phi (y)\,dy=f(x)}.
Die Fredholmsche Alternative besagt nun, dass für eine komplexe Zahl {\displaystyle 0\neq \lambda \in \mathbb {C} }, entweder die erste Gleichung eine nichttriviale Lösung hat, oder die zweite Gleichung eine Lösung für beliebige rechte Seiten {\displaystyle f(x)} besitzt.
Eine hinreichende Bedingung, damit dieser Satz gilt, ist die Quadratintegrierbarkeit von {\displaystyle K(x,y)} auf dem Rechteck {\displaystyle [a,b]\times [a,b]} (wobei a und/oder b auch plus oder minus unendlich sein dürfen).

## Fredholmsche Alternative

### Aussage
Sei {\displaystyle K\in K(X)} ein kompakter Operator auf {\displaystyle X} und sei {\displaystyle \lambda \in \mathbb {C} } mit {\displaystyle \lambda \neq 0}. Dann ist {\displaystyle Tx:=\lambda x-Kx} ein Fredholm-Operator mit Fredholm-Index 0. Die Fredholmsche Alternative lautet nun:
- Entweder haben sowohl die homogene Gleichung

{\displaystyle \lambda x-Kx=0}
als auch die adjungierte Gleichung
{\displaystyle \lambda x'-K'x'=0}
nur die triviale Lösung Null und somit sind die inhomogenen Gleichungen
{\displaystyle \lambda x-Kx=y}
und
{\displaystyle \lambda x'-K'x'=y'}
eindeutig lösbar,
- oder die homogene Gleichung

{\displaystyle \lambda x-Kx=0}
und die adjungierte Gleichung
{\displaystyle \lambda x'-K'x'=0}
besitzen genau {\displaystyle n=\dim \ker(\lambda \operatorname {id} -K)<\infty } linear unabhängige Lösungen (wobei {\displaystyle \operatorname {id} } die identische Abbildung bezeichnet) und somit wäre die inhomogene Gleichung
{\displaystyle \lambda x-Kx=y}
genau dann lösbar, wenn {\displaystyle y\in (\ker(\lambda \operatorname {id} -K'))^{\bot }} gilt.

### Im Zusammenhang mit den Integralgleichungen
Beachte, dass die Delta-Distribution die Identität der Faltung ist. Sei {\displaystyle X} ein Banachraum, beispielsweise {\displaystyle X=L^{2}([a,b])} und sei {\displaystyle T\colon X\to X} ein Fredholm-Operator, welcher durch
{\displaystyle T\phi (x)=\int _{a}^{b}\lambda \delta (x-y)\phi (y)-k(x,y)\phi (y)dy=\lambda \phi (x)-\int _{a}^{b}k(x,y)\phi (y)dy,}
definiert ist, wobei {\displaystyle k\in L^{2}([a,b])} gelten muss, um einen Fredholm-Operator zu erhalten. Dann ist {\displaystyle \textstyle \int _{a}^{b}k(x,y)\phi (y)dy} ein kompakter Operator und man sieht, dass diese Aussage die Aussage über die Fredholmschen Integralgleichungen verallgemeinert.
Die Fredholmsche Alternative kann man dann wie folgt formulieren: Ein {\displaystyle \lambda \neq 0} ist entweder ein Eigenwert von {\displaystyle K} oder es liegt in der Resolventenmenge
{\displaystyle \rho (K)=\{\lambda \in \mathbb {C} :(\lambda \operatorname {id} -K){\text{ beschränkt invertierbar}}\}}.